# Liste des principaux déserts
Voici une liste des principaux déserts.

## Localisation des déserts

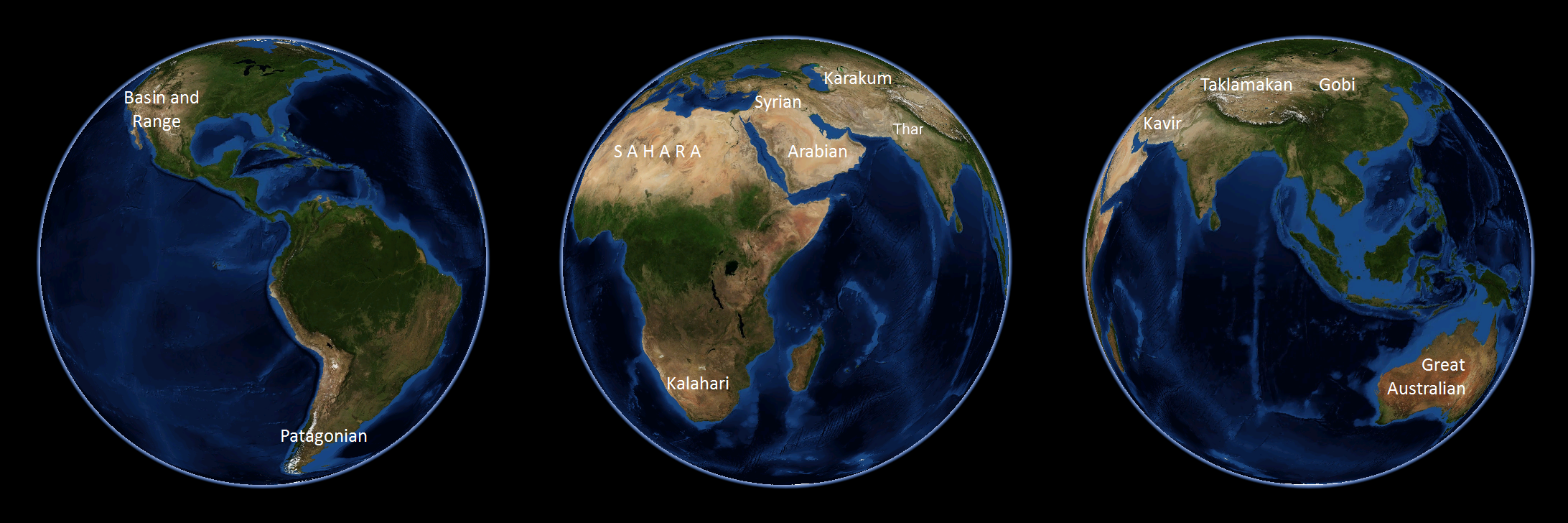
Quelques-uns des plus grands déserts sur Terre.

## Classement par superficie
| Rang | Nom                      | Type de désert      | Superficie (en km²) | Pays                                                                             |
| ---- | ------------------------ | ------------------- | ------------------- | -------------------------------------------------------------------------------- |
| 1    | Antarctique              | Polaire             | 14 000 000          | Antarctique                                                                      |
| 2    | Arctique                 | Polaire             | 13 700 000          | Canada, États-Unis, Groenland, Islande, Norvège, Suède, Finlande et Russie       |
| 3    | Sahara                   | Subtropical         | 9 065 000           | Algérie, Égypte, Libye, Tchad, Mauritanie, Maroc, Tunisie, Soudan, Niger, Mali.  |
| 4    | Désert d'Arabie          | Subtropical         | 2 331 000           | Arabie saoudite, Jordanie, Irak, Koweït, Qatar, Émirats arabes unis, Oman,Yémen. |
| 5    | Désert de Gobi           | Froid (continental) | 1 300 000           | Chine, Mongolie                                                                  |
| 6    | Désert du Kalahari       | Subtropical         | 900 000             | Angola, Botswana, Namibie et Afrique du Sud                                      |
| 7    | Patagonie                | Froid               | 673 000             | Argentine et Chili                                                               |
| 8    | Désert de Syrie          | Subtropical         | 520 000             | Syrie, Jordanie et Irak                                                          |
| 9    | Grand Bassin             | Froid               | 492 000             | États-Unis                                                                       |
| 10   | Désert de Chihuahua      | Subtropical         | 450 000             | Mexique, États-Unis                                                              |
| 11   | Grand Désert de Victoria | Subtropical         | 424 000             | Australie                                                                        |
| 12   | Grand Désert de Sable    | Subtropical         | 400 000             | Australie                                                                        |
| 13   | Désert du Karakoum       | Subtropical         | 350 000             | Turkménistan                                                                     |
| 14   | Plateau du Colorado      | Froid               | 337 000             | États-Unis                                                                       |
| 15   | Désert de Sonora         | Subtropical         | 310 000             | États-Unis, Mexique                                                              |
| 16   | Kyzyl Kum                | Froid               | 300 000             | Kazakhstan, Ouzbékistan                                                          |
| 17   | Désert du Taklamakan     | Froid               | 270 000             | Chine                                                                            |
| 18   | Désert du Thar           | Subtropical         | 200 000             | Inde, Pakistan                                                                   |
| 19   | Désert de Gibson         | Subtropical         | 155 000             | Australie                                                                        |
| 20   | Désert de Simpson        | Subtropical         | 145 000             | Australie                                                                        |
| 21   | Désert du Namib          | Subtropical         | 135 000             | Namibie                                                                          |
| 22   | Atacama                  | Subtropical         | 104 000             | Chili                                                                            |

## Classement par zone géographique

### Afrique
- Désert du Kalahari (Afrique du Sud, Botswana, Namibie)
- Désert du Namib (Namibie)
- Désert de Moçâmedes (Angola, Namibie)
- Désert côtier érythréen (Djibouti, Érythrée)
- Désert de Chalbi (Kenya)
- Désert de Nyiri (Kenya)
- Désert de Danakil (Djibouti, Éthiopie, Érythrée, Somalie)
- Désert de Lompoul (Sénégal)
- Sahara (Algérie, Égypte, Libye, Mali, Maroc, Mauritanie, Niger, Sahara occidental, Soudan, Tchad, Tunisie) :
  - Ténéré (Niger)
  - Tanezrouft (Algérie, Mali)
  - Désert côtier atlantique (Maroc, Sahara occidental)
  - Désert Libyque (Égypte, Libye, Soudan)
  - Désert Arabique (Égypte)
  - Désert de Nubie (Soudan)
  - Désert de Bayouda (Soudan)
  - Désert de Tin-Toumma (Niger)
  - Désert du Djourab (Tchad)
- Grand Bara (Djibouti)
- Petit Bara (Djibouti)

### Amériques
- Amérique du Nord :
  - Désert de Chihuahua (États-Unis, Mexique)
  - Désert du Colorado (États-Unis)
  - Grand Bassin (États-Unis, Mexique)
  - Désert des Mojaves (États-Unis)
  - Désert de Sonora (États-Unis, Mexique)
  - Painted Desert (États-Unis)
  - Désert d'Osoyoos (Canada)

- Amérique du Sud :
  - Atacama (Chili)
  - Désert de La Guajira (Colombie, Venezuela)

### Antarctique
- Antarctique
- (intérieur du continent)

### Asie
- Désert du Cholistan (Pakistan)
- Désert de Dzoosotoyn Elisen (Chine)
- Désert de Gobi (Chine, Mongolie)
- Désert du Karakoum (Asie centrale)
- Kyzyl Kum (Kazakhstan, Ouzbékistan)
- Désert d'Ordos (Chine)
- Désert du Taklamakan (Chine)
- Désert du Thar (Inde, Pakistan)
- Moyen-Orient :
  - Désert d'Arabie (sud de la péninsule Arabique) :
    - Désert d'Ad-Dahna
    - Désert du Néfoud
    - Rub' al Khali

  - Dasht-e Kavir (Iran central)
  - Dasht-e Lut (Iran du sud-est)
  - Désert de Judée(Cisjordanie, Palestine (dont Palestine occupée))
  - Néguev (Israël)
  - Péninsule du Sinaï (Égypte)
  - Désert de Syrie (Syrie, Jordanie et Irak)

### Océanie
- Désert de Gibson (centre)

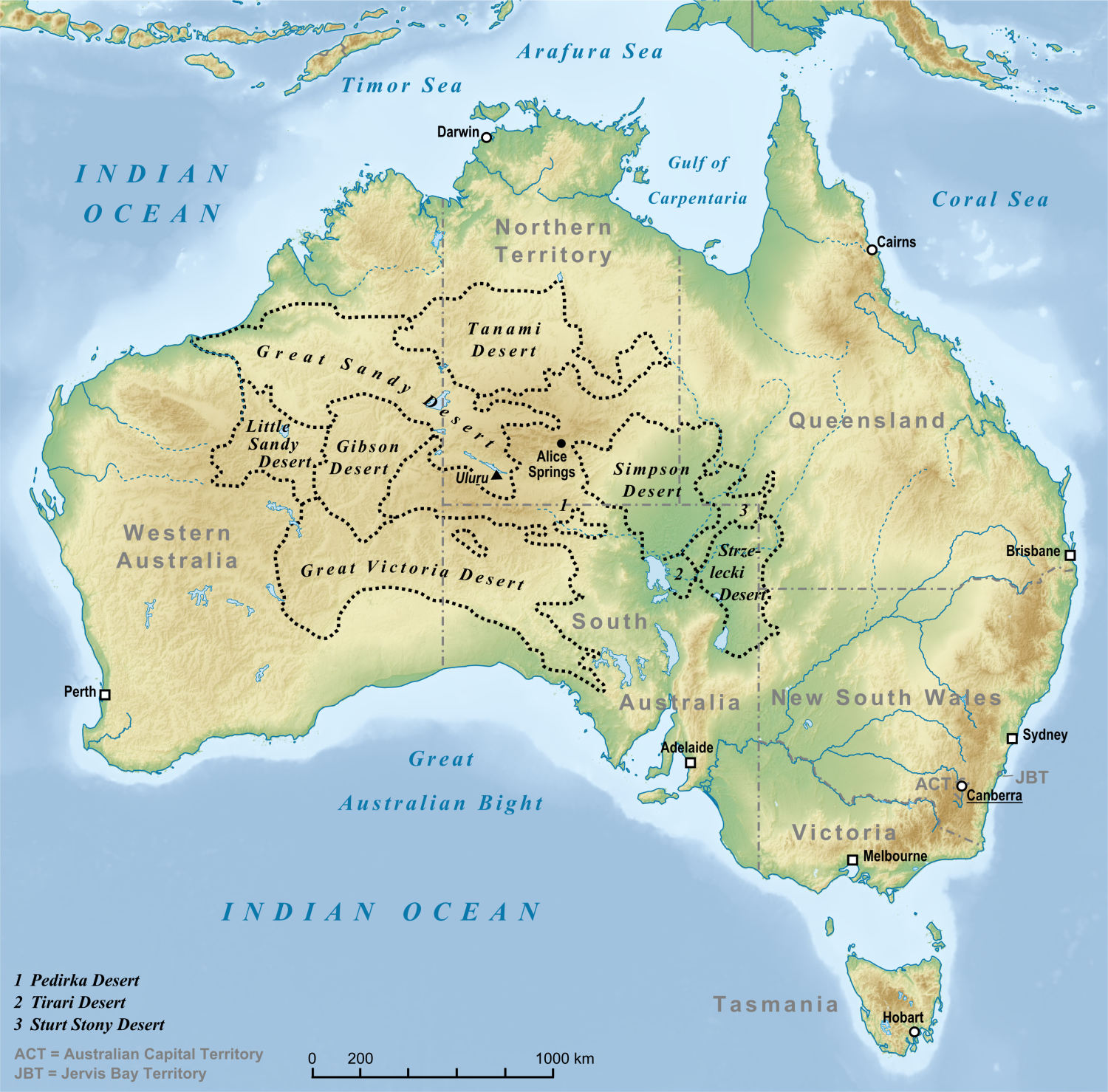
Carte des déserts d'Australie

- Grand Désert de Sable (nord-ouest)
- Petit désert de sable (centre)
- Désert de Simpson (centre)
- Désert Strzelecki (centre-sud)
- Désert de Tanami (nord)
- Grand Désert de Victoria (centre)
- Sturt Stony Desert

### Europe
- Hautes Terres d'Islande (Islande, 41 000 km2)
- Désert de Błędów (Pologne, 32 km2)
- Désert d'Accona (Italie)
- Deliblatska peščara (Serbie, 350 km2)
- Bardenas Reales (Navarre, 455 km2)
- Sahara d'Olténie (Roumanie, 800 km2)
- Désert de Tabernas (Andalousie, 280 km2)
- Désert des Agriates (Corse, France, 58 km2)
- Isthme de Courlande (Lituanie - Russie, 200 km2 environ)
- Désert Ryn (Kazakhstan/Russie, 40 000 km2 en partie en Europe)
- Chernye Zemli  dit Terres noires (Sud Kalmoukie et S-O Astrakhan)